# Polynoella brunnea
Polynoella brunnea är en ringmaskart som beskrevs av Treadwell 1943. Polynoella brunnea ingår i släktet Polynoella och familjen Polynoidae. Inga underarter finns listade i Catalogue of Life.